# Czeglédi János
Czeglédi János (Cegléd, ? – 1639) református prédikátor.

## Élete
Magyarországon végezvén tanulmányait, 1589-ben a wittenbergi egyetemre ment, hol a bölcseleten kívül a teológiát és orvosi tudományokat is hallgatta. Visszatérvén, Báthory István Kraszna vármegyei főispán fia, Gábor mellett nevelősködött, mire ecsedi lelkész és szolnoki esperes lett.

## Munkái
- Exequiarum Caeremonialium Serenissimae Principis ac Dnae Svsannae Caroli… II. könyv. Exequiae Principales. Az az Halotti Pompa… II. osztály: 1. Czeglédi János beszéde Fejérvárott, «az level szinek alatt, ad castrum doloris» jún. 29. (1622.)… Kolozsvár, 1624.
- Az néhai Felséges Báthori Gábornak, Erdély Országának Fejedelmének… tizenötesztendeig… földszinén hagyatott testének eltakarításakor az báthori templomban 1628. 21. sept…. tött intések. Gyula-Fejérvár, 1628. (Alvinczi Péter beszédével együtt.)